# Jonny Magallón
Jonny Magallón (21 de novembre de 1981) és un exfutbolista mexicà.

## Selecció de Mèxic
Va formar part de l'equip mexicà a la Copa del Món de 2010.